# Попрад (град)
Попрад (слч. Poprad, мађ. Poprád) је десети по величини град у Словачкој и други по важности град у Прешовског краја.
Попрад је познат као највиши већи град у Словачкој (око 670 м н. в.), смештен у близини најпознатијих зимских туристичких одредишта на Татрама.

## Географија
Попрад је смештен у северном делу државе. Престоница државе, Братислава, налази се 340 км југозападно.
Рељеф: Попрад се развио у средишњем делу Татри. Град је смештен у котлини истоимене реке Попрад. Котлина је са севера ограђена Високим Татрама, са југа Ниским Татрама, а са истока Левочким врхима. Надморска висина града је око 670 m, па је Попрад највиши већи град у Словачкој.
Клима: Клима у Попраду је континентална са оштријом цртом због знатне надморске висине и планинске околине.
Воде: Кроз Попрад протиче истоимена река Попрад. Она дели град на два дела.

## Историја
Људска насеља на овом простору датирају још из праисторије. Насеље под овим именом први пут се спомиње 1256. г. као насеље са Немачким живљем. У раздобљу од 1412. г. до 1770. г. град је био део Пољске. После тога је град је био у саставу Угарске. Током овог времена Попрад није био значајан град, већ само један од многих малих градова у околини.
Крајем 1918. г. град је постао део новоосноване Чехословачке. Током Другог светског рата највећи део месног немачког становништва је добровољно напустио град. У време комунизма град је нагло индустријализован, па је дошло до наглог повећања становништва. После осамостаљења Словачке град је постао њено значајно средиште, али је дошло и до проблема везаних за преструктурирање привреде.

## Становништво
| Година:    | 1994.  | 2004.   | 2014.   | 2024.   |
| ---------- | ------ | ------- | ------- | ------- |
| Број људи: | 54 803 | 55 404  | 52 316  | 48 352  |
| Разлика:   |        | +1,09 % | -5,57 % | -7,57 % |

| Година:    | 2023.  | 2024.   |
| ---------- | ------ | ------- |
| Број људи: | 48 741 | 48 352  |
| Разлика:   |        | -0,79 % |

Данас Попрад има око 55.000 становника и последњих година број становника једва расте.
Етнички састав: По попису из 2001. г. састав је следећи:
- Словаци - 94,1%,
- Роми - 2,1%,
- Чеси - 1,0%,
- остали - 2,8%.

Верски састав: По попису из 2001. г. састав је следећи:
- римокатолици - 65,9%,
- атеисти - 16,8%,
- лутерани - 7,3%.
- остали.

## Партнерски градови
- Сарваш
- Усти на Орлици
- Закопане
- Омиш

## Галерија
- Лутеранска црква
- Римокатоичка црква
- Хокејашка хала
- Трг светог Егидија